# آیانجیک
آیانجیک (به ترکی استانبولی: Ayancık) شهری است در کشور ترکیه که در استان سینوپ واقع شده‌است. جمعیت این شهر بر اساس سرشماری سال ۲۰۰۸ میلادی ۱۱٬۰۶۷ نفر و بر اساس برآوردهای سال ۲۰۰۹ میلادی ۱۱٬۱۴۳ نفر می‌باشد.